# لا تومبا کاراکاس
لا تومبا کاراکاس (به اسپانیایی: La Tumba) یک ساختمان بلندمرتبه در ونزوئلا است که در El Recreo واقع شده‌است.